# Shahrestān di Roshtkhvar
Lo shahrestān di Roshtkhvar (farsi شهرستان رشتخوار) è uno dei 28 shahrestān del Razavi Khorasan, il capoluogo è Roshtkhvar. Lo shahrestān è suddiviso in 2 circoscrizioni (bakhsh): 
- Centrale (بخش مرکزی)
- Jangal (بخش جنگل)